# Tyetyusi járás

A Tyetyusi járás Tatárföldön

A Tyetyusi járás (oroszul Тетюшский район, tatárul Тәтеш районы, csuvas nyelven Теччĕ районĕ) Oroszország egyik járása Tatárföldön. Székhelye Tyetyusi.

## Népesség
- 1989-ben 27 812 lakosa volt.
- 2002-ben 27 040 lakosa volt.
- 2010-ben 24 875 lakosa volt, melyből 8 874 orosz, 8 136 tatár, 5 207 csuvas, 2 399 mordvin, 41 ukrán, 30 baskír, 21 mari, 8 udmurt.